# Manabe Syukuro
Syukuro "Suki" Manabe  (真鍋 淑郎 Manabe Shukurō, sinh ngày 21 tháng 9 năm 1931) tại Ehime) là một nhà khí tượng học và khí hậu học người Mỹ gốc Nhật, người đã đi tiên phong trong việc sử dụng máy tính để mô phỏng biến đổi khí hậu toàn cầu và các biến đổi khí hậu tự nhiên. Ông đã được trao giải Nobel Vật lý năm 2021 cùng với Klaus Hasselmann và Giorgio Parisi những đóng góp mang tính đột phá trong "mô hình vật lý của khí hậu trái đất, định lượng sự biến đổi và dự đoán đáng tin cậy sự nóng lên toàn cầu."

## Tiểu sử
Manabe Shukurō sinh năm 1931 tại tỉnh Ehime, Nhật Bản, ông nhận bằng tiến sĩ từ Đại học Tokyo năm 1958  và đến Hoa Kỳ làm việc tại Bộ phận Nghiên cứu Lưu thông Chung của Cục Thời tiết Hoa Kỳ, nay là Phòng thí nghiệm Động lực học Chất lỏng Địa vật lý của NOAA, tiếp tục cho đến năm 1997. Từ năm 1997 đến năm 2001, ông làm việc tại Hệ thống Nghiên cứu Ranh giới Thay đổi Toàn cầu ở Nhật Bản với chức vụ Giám đốc Bộ phận Nghiên cứu Sự nóng lên Toàn cầu. Năm 2002, ông trở lại Hoa Kỳ với tư cách là cộng tác viên nghiên cứu tại Chương trình Khoa học Khí quyển và Đại dương, Đại học Princeton. Hiện ông là nhà khí tượng học cao cấp tại trường đại học này.